# Lista de presidentes da Câmara Municipal de Paratinga
Esta é a lista de presidentes da Câmara Municipal de Paratinga, sede do poder legislativo municipal.
| Nº | Nome                             | Início do mandato | Fim do mandato | Partido | Ref   |
| -- | -------------------------------- | ----------------- | -------------- | ------- | ----- |
| 1  | Luiz Antônio Dourado de Oliveira | 1989              | 1990           |         |       |
| 2  | Edmar Araujo da Rocha            | 1991              | 1992           | PTB     |       |
| 3  | João Batista Romeiro             | 1993              | 1994           |         |       |
| 4  | Damião Pereira Barbosa           | 1995              | 1996           |         |       |
| 5  | Edmar Rodrigues Brandão          | 1997              | 1998           | PFL     |       |
| 6  | Marly de Oliveira Leal           | 1999              | 2000           | PL      |       |
| 7  | João Batista Romeiro             | 2001              | 2002           | PL      |       |
| 8  | Euclides Soares da Silva         | 2003              | 2004           | PL      |       |
| 9  | Joel Alves Pereira               | 2005              | 2006           | PRP     |       |
| 10 | Joel Alves Pereira               | 2007              | 2008           |         |       |
| 11 | José Alves Gonçalves             | 2009              | 2010           | DEM     |       |
| 12 | Rilton de Souza Novaes           | 2011              | 2012           | PT      |       |
| 13 | Aristóteles Gomes de Sá          | 2013              | 2014           | PSDB    | [ 2 ] |
| 14 | Adriano Brito Martins            | 2015              | 2016           | PMDB    | [ 3 ] |
| 15 | Carlos André Porto Santos        | 2017              | 2018           | PSDB    | [ 4 ] |
| 16 | Aristóteles Gomes de Sá          | 2019              | 2020           | PSDB    | [ 5 ] |
| 17 | José Alves Gonçalves             | 2021              | 2022           | PT      |       |
| 18 | Rilton Souza Novaes              | 2023              | Em exercício   | PT      |       |